# Adiganapalli, Bagepalli
Adiganapalli là một làng thuộc tehsil Bagepalli, huyện Kolar, bang Karnataka, Ấn Độ.